# Mel Martin (Musiker)
Mel Martin (* 7. Juni 1942 in Sacramento; † November 2017) war ein US-amerikanischer Jazzmusiker (Tenor- und Sopransaxophon, Arrangement).

## Leben und Wirken
Martin studierte an der San Francisco State University und war ab den späten 1960er-Jahren in der Jazzszene der San Francisco Bay Area. 1970 wirkte er mit Musikern wie Cal Tjader, Sonny White, Charles Earland, Cornell Dupree und Bernard Purdie am Soundtrack des Trickfilms Fritz the Cat mit. In den 1970er-Jahren spielte er u. a. mit Susan Muscarella, Cal Tjader, Mark Levine/Woody Shaw, Pete Escovedo und Bill Summers. 1983 nahm er mit dem Bassisten/Gitarristen Randy Vincent das Album Other Side Up auf.
1983 gründete Martin die Formation Bebop & Beyond; das gleichnamige Debütalbum entstand 1984, mit Warren Gale (Trompete, Flügelhorn), John Handy, George Cables, Frank Tusa und Eddie Marshall. Ferner leitete er die Mel Martin Band und spielte in der Benny Carter Tribute Band, in der Fusionband Listen und mit Tenor Conclave. Im Laufe seiner Karriere arbeitete er außerdem mit Freddy Cole, McCoy Tyner, Joe Henderson, Freddie Hubbard, Dizzy Gillespie, Boz Scaggs, Carlos Santana und Tom Waits. Im Bereich des Jazz war er zwischen 1970 und 2009 an 41 Aufnahmesessions beteiligt.

## Diskographische Hinweise
- Mel Martin and Bebop & Beyond: Sittin’ in With (Dorn, 1993), mit Warren Gale, Randy Vincent, Jeff Chambers, Donald Bailey
- Mel Martin Plays Benny Carter (enja, 1994), mit Kenny Barron, Rufus Reid, Victor Lewis
- Mel Martin/Benny Carter Quintet: Just Friends (Jazzed Media, 1994), mit Roger Kellaway, Jeff Chambers, Harold Jones